# Jeff Kenna
Jeffrey Jude Kenna, noto come Jeff (Dublino, 27 agosto 1970), è un allenatore di calcio ed ex calciatore irlandese, di ruolo difensore.

## Palmarès

### Club
- Campionato inglese: 1

Blackburn: 1994-1995